# Tommaso Vallauri
Tommaso Vallauri, född 23 januari 1805 i Chiusa di Pesio, död 2 september 1897 i Turin, var en italiensk filolog. 

## Biografi
Vallauri blev 1843 professor i klassisk vältalighet vid Turins universitet. Han var en av Italiens stora latinkännare och skrev bland annat det litteraturhistoriska arbetet Historia critica litterarum latinarum (1849; 15:e upplagan 1895) och ett latinsk-italienskt skollexikon (1852–54) samt gav ut upplagor av flera bland Plautus lustspel. Bland hans övriga arbeten märks Storia della poesia in Piemonte (två band, 1841), Fasti della real casa di Savoia e della monarchia (1845–1846), Novelle (sjunde upplagan 1891) och en självbiografi (1878).